# Anders Celsius
Anders Celsius (Celzij) [ánders célzijus], švedski astronom, * 27. november 1701, Ovanåker, Švedska, † 25. april 1744, Uppsala, Švedska.

## Življenje in delo
Celsius je bil od leta 1730  delavec do 1744 profesor astronomije na Univerzi v Uppsali. Bil je tudi zaslužni predstojnik tamkajšnjega observatorija, ki ga je zgradil leta 1740. Leta 1733 je v Nürnbergu objavil svojo zbirko 316. opazovanj polarnega sija med letoma 1716 do 1732.
S prostim očesom je po siju poskušal določiti velikost zvezd. Njegov največji dosežek je temperaturna lestvica, ki deli razdaljo med vreliščem in lediščem vode na termometru na sto enakih delov. Ledišče je označil z 0, vrelišče pa s 100 °C. Lestvico je leta 1744 obrnil von Linné, prvi termometer s takšno obrnjeno lestvico pa je izdelal Ekström.
Leta 1736 je Celsius predlagal, da se na živosrebrnem termometru razpon od ledišča do vrelišča vode, pri tlaku 760 mm razdeli na 100 enakih delov (glej Celzijeva temperaturna lestvica). Svojo lestvico je predlagal švedski Kraljevi akademiji znanosti leta 1742. Današnja oznaka ledišča in vrelišča izhaja od von Linnéa in Strömerja, za odkritelja lestvice pa se poleg Celsiusa in von Linnéa navajajo tudi: Pehr Elvius, tajnik Švedske kraljeve akademije znanosti, s katerim si je dopisoval von Linné, Christian of Lyons, Ekström in Mårten Strömer (1707–1770), ki je študiral astronomijo pri Celsiusu.
Celsius je bil med prvimi, ki je primerjal sije zvezd. Leta 1737 je sodeloval kot prevajalec v francoski odpravi, pod de Maupertuisovim vodstvom, ki je merila stopinjo poldnevnika (meridiana) v polarnih področjih Laponske.

## Priznanja

### Poimenovanja
Po njem se imenuje asteroid zunanjega glavnega pasu 4169 Celsius in krater Celsius na Luni.